# Димов, Иван Александрович
Иван Александрович Димов (1892—1927) — учитель, основатель первой ненецкой школы.
Родился 12 апреля 1892 года в селе Ирта в Архангельской губернии. В 1909 году окончил Яренское городское 4-классное училище, в 1911 — 2-годичные учительские курсы в Архангельске. С 1911 по 1923 годы учитель Тельвисочной сельской школы. С 1923 по 1927 годы организатор, заведующий и учитель первой на Севере ненецкой школы-интерната в селе Тельвиска. Разработал систему обучения детей кочевников русскому языку, дававшую хорошие практические результаты. Доклад на Центральных курсах учителей Северной зоны в Москве в августе 1926 году об опыте самоедской начальной школы 1-степени получил высокую оценку народного комиссара просвещения А. В. Луначарского. Погиб 12 сентября 1927 года.